# Mu Pegasi
Mu Pegasi (μ Peg, μ Pegasi / Mu Pegasi), conosciuta anche con il suo nome tradizionale di Sadalbari, è una stella nella costellazione di Pegaso. La sua magnitudine apparente è +3,51 e dista 106 anni luce dal sistema solare.
Il suo nome tradizionale deriva dall'arabo سعد البري (Sa'd al-Bari'), e significa la stella della fortuna della persona eccellente.

## Osservazione
Posta 24° a nord dell'equatore celeste, Sadalbari ha buone possibilità di essere osservata anche nell'emisfero australe, essendo invisibile solo in Antartide, anche se la sua visualizzazione dall'emisfero australe risulta comunque più penalizzata. Essendo di magnitudine +3,51, la si può osservare anche dai piccoli centri urbani senza difficoltà, sebbene un cielo non eccessivamente inquinato sia maggiormente indicato per la sua individuazione.

## Caratteristiche fisiche
Mu Pegasi è una gigante gialla di tipo spettrale G8III, avente una massa 2,5 volte quella del Sole. Con un raggio 9 volte quello del Sole e una temperatura superficiale di circa 5000 K emana quasi 50 volte più luce della nostra stella. L'età della stella è di circa 600 milioni di anni; essendo più massiccia del Sole, essa ha terminato in tempi relativamente brevi l'idrogeno all'interno del suo nucleo, ed è entrata quindi nello stadio di gigante e nell'ultima parte della sua esistenza.